# Ambasada Indii w Warszawie
Ambasada Indii w Warszawie (hindi: भारत का दूतावास, वारसा; ang. Embassy of India, Warsaw) – placówka dyplomatyczna Republiki Indii znajdująca się w Warszawie.
Ambasador Indii w Warszawie oprócz Rzeczypospolitej Polskiej akredytowany jest także w Republice Litewskiej.

## Siedziba

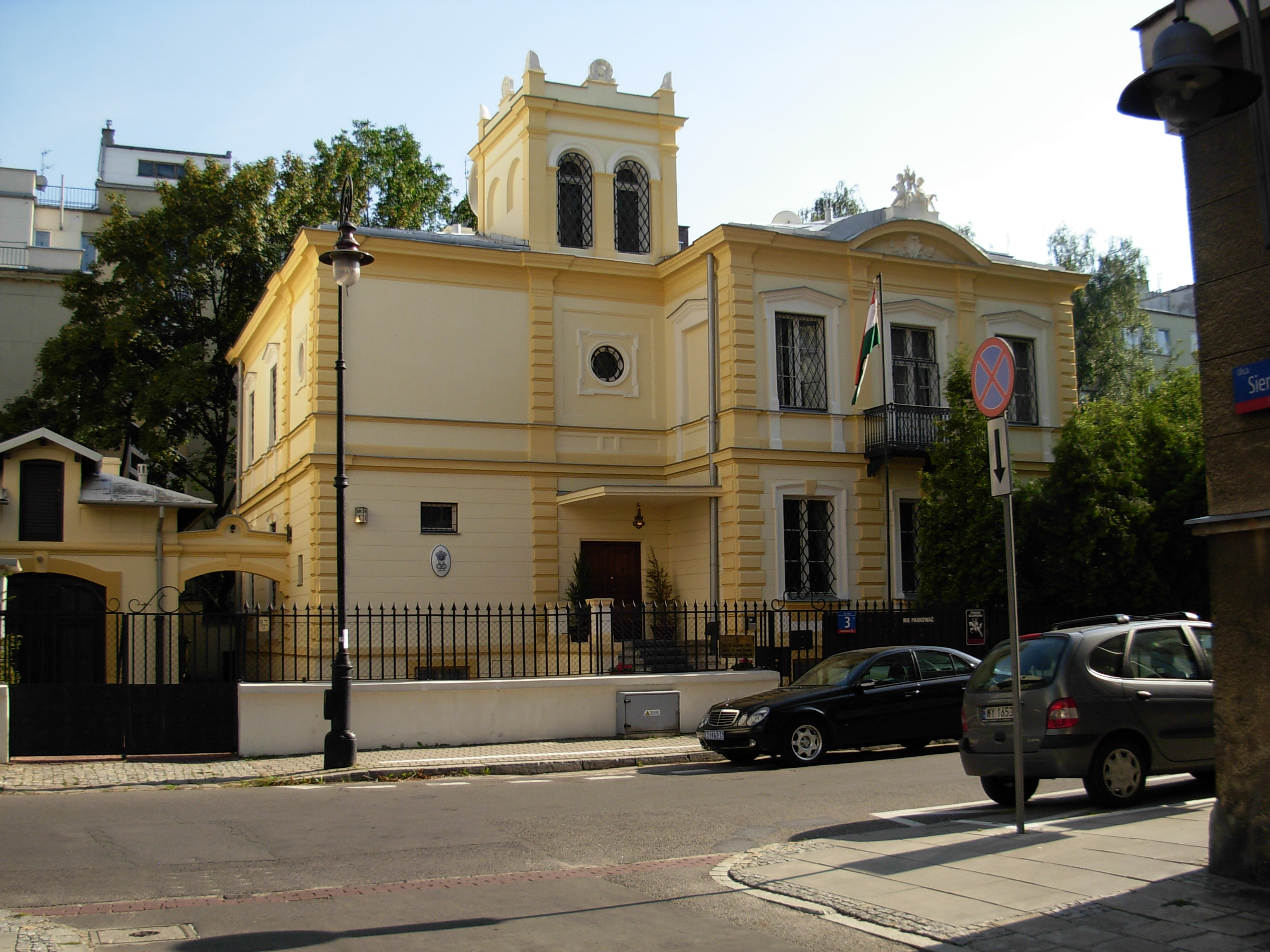
Tzw. Dom Indyjski (India House), b. siedziba ambasady Indii (1959) i następnie b. rezydencja ambasadora Indii w al. Róż

Do czasu uzyskania przez Indie niepodległości w 1947 kontakty z Polską utrzymywano w ramach kontaktów Polski z Wielką Brytanią. Stosunki dyplomatyczne Indie nawiązały z Polską w 1954, a ambasadę w Warszawie otworzyły w 1957. Początkowo ambasador Indii w Moskwie był też akredytowany w Warszawie, a jej pierwsza siedziba mieściła się w hotelu Bristol przy ul. Krakowskie Przedmieście 42-44 (1957-1958), w al. Róż 3 (1959), w hotelu Bristol przy ul. Krakowskie Przedmieście 42-44 (1961), przy ul. Niegolewskiego 16 (1962-1978), przy ul. Rejtana 15 (1979-1988), przy ul. Starościńskiej 1b (1990-1991), następnie przy ul. Rejtana 15 (1991-2015). Od sierpnia 2015 ambasada mieści się w nowo wybudowanej siedzibie przy ul. Myśliwieckiej 2. Obok budynku ambasady wzniesiono także dwie rezydencje oraz budynek mieszkalny dla pracowników.
Funkcję rezydencji Ambasadora Indii w Warszawie przez szereg lat pełnił tzw. Dom Indyjski (India House) w al. Róż 3.